# Ducki Tomek
Ducki Tomek (Budapest, 1982–) magyar–lengyel animációs filmrendező, grafikus. Édesapja a plakátművész Ducki Krzysztof.

## Pályafutása
A budapesti Moholy-Nagy Művészeti Egyetemen animáció szakán végzett 2006-ban, közben ösztöndíjasként Krakkóban és Párizsban is hallgatott. 2000 óta több független rövidfilm és animáció alkotója, plakátjai évről évre szerepelnek Lengyelország utcáin. Diploma után egy évig Írországban dolgozott alkalmazott grafikusként, majd 2008-ban felvételt nyert a National Film and Television School animációs rendezői szakára Londonba.
A 2006-ban készített diplomafilmje az  Életvonal, a 2007-es Kecskeméti Animációs Filmfesztivál nagydíjasa, összesen több, mint húsz díjat szerzett a különböző európai fesztiválokon, (Stuttgart, Lipcse, Ljubljana, Poznań stb.) Cartoon d'Or díjra jelölték.
2008-ban a Screen Daily magazin beválogatta őt az European stars of tomorrow listájába. 2009-ben klipet rendezett a Basement Jaxx-nek.
Angol diplomafilmje, Silent Touch 2010-ben készült el.